# Plan Maroc Vert
Le Plan Maroc Vert (PMV) est un programme définissant la politique agricole officielle du Royaume du Maroc.  
Il est lancé en 2008 par le Ministre de l’Agriculture Aziz Akhannouch. Celui-ci reste Ministre de l'Agriculture pendant près de 12 ans. Mais ce plan Maroc Vert est critiqué, notamment pour la consommation induite des ressources hydrauliques. En 2020, un nouveau programme de développement de l'agriculture, le plan Génération Green 2020-2030, est mis en place.   

## Conception
Le Plan Maroc Vert est stratégique pour la souveraineté nationale et le futur du Maroc. Il a pour objectif de définir les Politiques Agricoles de long terme de la nation. Sous la supervision du Ministère de l'Agriculture, il a été commandé et réalisé par le cabinet McKinsey & Company .  Dans une longue analyse publiée par l'Association Marocaine des Sciences Économiques, le chercheur Najib Akesbi estime que le Plan Maroc Vert était de mauvaise qualité :   

Il faut savoir en effet que le bureau d’études qui a élaboré le Plan Maroc Vert ne l’a pas seulement fait en un temps record, mais aussi dans des conditions d’opacité quasiment totale.   
En tout cas, le résultat en termes de documents produits est assez édifiant. Ainsi, le bureau d’études n’a pas livré, pour présenter et expliquer la stratégie proposée, des documents dûment rédigés, des textes argumentés, assortis de notes méthodologiques et de séries statistiques permettant de vérifier les données, discuter la crédibilité et la pertinence des idées avancées.  

Ce qui a été livré n’est rien d’autre que de simples fichiers Powerpoint, trop souvent truffés d’étonnantes erreurs, de confusions et d’incohérences. Force est de constater que nous sommes acculés à discuter une stratégie à partir de documents d’une qualité médiocre.
L’adoption en 2008 du plan Maroc Vert a pour ambition de placer l’agriculture au cœur de l’économie nationale afin d’en faire l’un de ses piliers. Le PMV vise en priorité « les exploitations familiales de petite et moyenne taille et les exploitations entrepreneuriales disposant de grandes surfaces et d’un accès aux capitaux » selon l’Organisation des Nations unies pour l’alimentation et l’agriculture.  Le deuxième objectif est de lutter contre la pauvreté et de favoriser le maintien d'un certaine densité de population en milieu rural. 

## Fonctionnement
Les projets menés dans le cadre du PMV sont gérés par l’Agence pour le développement agricole, qui voit le jour en 2009 dans le but de favoriser la mise en œuvre du PMV. D’autres institutions soutiennent la mise en place des projets du PMV : le Ministère de l’Agriculture via les Directions régionales et provinciales de l’agriculture, les Offices régionaux de mise en valeur agricole (ORMVA) en zones irriguées et l’Office national du conseil agricole (ONCA) créé en 2013.
Le PMV est composé de deux piliers.

### Pilier I
Le Pilier I a pour objectif d’accélérer le développement de l’agriculture à forte valeur ajoutée et à forte productivité. Ce Pilier nécessite de nombreux investissements, entre autres dans l’industrie liée au secteur. 
Le Pilier I doit concerner 400.000 exploitants et entraîner 150 milliards de dirhams d’investissements autour de 900 projets. 

### Pilier II
Le Pilier II est tourné vers l’accompagnement des petites exploitations. Le PMV a pour objectif de lutter contre la pauvreté en milieu rural. Le Pilier II doit concerner de 600 000 à 800 000 exploitations, entraîner plus de 15 milliards de dirhams et permettre une amélioration concrète des conditions de vie de trois millions d’habitants ruraux.

## Les résultats
Les résultats du plan Maroc Vert sont assez contrastés. 
D'un point de vue positif, 10 ans après son lancement, le pays connait une hausse du PIB Agricole, passant de 65 milliards de dirhams à 125 milliards de dirhams. Le Maroc connait également une forte hausse des exportations agricoles, multipliées par 2,4.  En 2014, le Royaume du Maroc est récompensé pour ses progrès dans la lutte contre la faim et la malnutrition par l’Organisation des Nations unies pour l'alimentation et l'agriculture (FAO). La superficie totale de surface agricole équipée d’un système de micro-irrigation passe de 160 000 hectares à 585 000 sur la période 2008 - 2019. En 2015, à l’occasion du Salon international de l'agriculture au Maroc (SIAM), Macky Sall, président du Sénégal présente le PMV comme « une stratégie ambitieuse qui vise à faire de l’agriculture le premier moteur de croissance de l’économie marocaine ».
La production d’olives progresse de +136%. Les céréales et les cultures arboricoles voient leur production augmenter de +93%,.    
Cependant, le Plan Maroc Vert est très critiqué car il encourage les cultures d'exportation consommatrices en eau,,. « Cette stratégie agricole au service de l’agrobusiness a conduit à développer des monocultures avant tout destinées à l’export, rentables, mais aberrantes pour le climat local et surexploitant les ressources hydriques jusqu’au dernier mètre cube disponible », affirme ainsi l'agroéconomiste Ali Hatimy.
Dix ans après son lancement, les exportations marocaines de pastèques ont augmenté de +177% et les exportations d'avocat de +240%. Ces tendances sont dangereuses et intenables sur le long terme. Les ressources en eau du Maroc sont évaluées à moins de 650 m3/habitant/an alors qu'elles étaient de 2 500 m3 dans les années 1960 .  Elles devraient encore baisser en deçà de 500 m3 à l’horizon de 2030 .  
Les experts du conseil Conseil Economique, Social et Environnemental appellent le gouvernement marocain à « entreprendre des mesures urgentes ».
Le journal Aujourd'hui le Maroc, propriété du Akwa Group, écrit toutefois en février 2020 que le Plan Maroc Vert a été un succès,.